# レイク・ベル
レイク・ベル（Lake Bell, 1979年3月24日 - ）は、アメリカ合衆国の女優、映画監督。『ベガスの恋に勝つルール』や『恋するベーカリー』への出演で知られている。

## 経歴
1979年3月24日、ニューヨーク州ニューヨーク市に生まれる。
2002年、『ER緊急救命室』に出演する。その後、『恋するベーカリー』でアレック・ボールドウィンと共演し、『ミリオンダラー・アーム』でジョン・ハムと共演する。2013年、『私にだってなれる! 夢のナレーター単願希望』で長編映画監督デビューを果たす。

## フィルモグラフィー
特記なきものは出演のみ。

### 映画
- ウォー・ストーリーズ War Stories （2003年）
- プライド&グローリー Pride and Glory （2008年）
- ベガスの恋に勝つルール What Happens in Vegas （2008年）
- 恋するベーカリー It's Complicated （2009年）
- 抱きたいカンケイ No Strings Attached （2011年）
- 処刑島 みな殺しの女たち Black Rock （2012年）
- 私にだってなれる! 夢のナレーター単願希望 In a World... （2013年） - 監督・脚本・製作・出演
- ミリオンダラー・アーム Million Dollar Arm （2014年）
- マン・アップ! 60億分の1のサイテーな恋のはじまり Man Up （2015年）
- クーデター No Escape （2015年）
- ペット The Secret Life of Pets （2016年） ※声の出演
- ホーム・アゲイン Home Again （2017年）
- ブラッド・スローン Shot Caller （2017年）
- スパイダーマン:スパイダーバース Spider-Man: Into the Spider-Verse （2018年） ※声の出演
- ペット2 The Secret Life of Pets 2 （2019年） ※声の出演
- ブラックパンサー/ワカンダ・フォーエバー Black Panther: Wakanda Forever （2022年）

### テレビ
- ER緊急救命室 ER （2002年）
- ザ・プラクティス ボストン弁護士ファイル The Practice （2004年）
- ボストン・リーガル Boston Legal （2004年 - 2006年）
- Surface（2005年 - 2006年）
- 僕が教えるアメリカ成功術 How to Make It in America（2010年 - 2011年）
- New Girl / ダサかわ女子と三銃士 New Girl （2011年）
- ウェット・ホット・アメリカン・サマー: キャンプ1日目 Wet Hot American Summer: First Day of Camp（2015年）
- ボージャック・ホースマン BoJack Horseman（2015年 - 2018年） ※声の出演
- ウェット・ホット・アメリカン・サマー: あれから10年 Wet Hot American Summer: Ten Years Later（2017年）
- Bless This Mess（2019年 - 2020年）
- Harley Quinn（2019年 - ） ※声の出演
- ホワット・イフ...? What If...?（2021年 - ） ※声の出演